# Scherma ai Giochi della XXIX Olimpiade

## Eventi
Nel 2008 a Pechino, il Fioretto a squadre e la Sciabola a squadre sono state aggiunte al programma femminile portando allo stesso numero le prove femminili e maschili. Al loro posto, per mantenere a dieci il totale delle medaglie d'oro, sono state escluse secondo un criterio di rotazione la gara di fioretto maschile a squadre e quella di spada femminile a squadre. A Pechino sono presenti 212 schermidori, 12 più di Atene.
| Arma     | Uomini      | Uomini    | Donne       | Donne     | Totale |
| Arma     | Individuale | A squadre | Individuale | A squadre | Totale |
| -------- | ----------- | --------- | ----------- | --------- | ------ |
| Spada    | ■           | ■         | ■           | N/D       | 3      |
| Fioretto | ■           | N/D       | ■           | ■         | 3      |
| Sciabola | ■           | ■         | ■           | ■         | 4      |
| Totale   | 3           | 2         | 3           | 2         | 10     |

## Calendario
| Uomini |          | Spada |          | Sciabola | Fioretto |                    | Spada a squadre |                    | Sciabola a squadre | 5  |
| Donne  | Sciabola |       | Fioretto |          | Spada    | Sciabola a squadre |                 | Fioretto a squadre |                    | 5  |
| Totale | 1        | 1     | 1        | 1        | 2        | 1                  | 1               | 1                  | 1                  | 10 |

|  | Qualificazioni |  | FINALI |

## Podi

### Uomini
| Evento                          | Oro                                                   | Argento                                                                   | Bronzo                                                                   |
| Spada                           |                                                       |                                                                           |                                                                          |
| Spada individuale (dettagli)    | Matteo Tagliariol                                     | Fabrice Jeannet                                                           | José Luis Abajo                                                          |
| Spada a squadre (dettagli)      | Francia Fabrice Jeannet Jérôme Jeannet Ulrich Robeiri | Polonia Robert Andrzejuk Tomasz Motyka Adam Wiercioch Radosław Zawrotniak | Italia Diego Confalonieri Alfredo Rota Matteo Tagliariol Stefano Carozzo |
| Fioretto                        |                                                       |                                                                           |                                                                          |
| Fioretto individuale (dettagli) | Benjamin Kleibrink                                    | Yūki Ōta                                                                  | Salvatore Sanzo                                                          |
| Sciabola                        |                                                       |                                                                           |                                                                          |
| Sciabola individuale (dettagli) | Zhong Man                                             | Nicolas Lopez                                                             | Mihai Covaliu                                                            |
| Sciabola a squadre (dettagli)   | Francia Nicolas Lopez Julien Pillet Boris Sanson      | Stati Uniti Timothy Morehouse Jason Rogers Keeth Smart James Williams     | Italia Aldo Montano Diego Occhiuzzi Giampiero Pastore Luigi Tarantino    |

### Donne
| Evento                          | Oro                                                                     | Argento                                            | Bronzo                                                                           |
| Spada                           |                                                                         |                                                    |                                                                                  |
| Spada individuale (dettagli)    | Britta Heidemann                                                        | Ana Maria Brânză                                   | Ildikó Mincza-Nébald                                                             |
| Fioretto                        |                                                                         |                                                    |                                                                                  |
| Fioretto individuale (dettagli) | Valentina Vezzali                                                       | Nam Hyun-Hee                                       | Margherita Granbassi                                                             |
| Fioretto a squadre (dettagli)   | Russia Svetlana Bojko Evgenija Lamonova Viktorija Nikišina Aida Šanaeva | Stati Uniti Emily Cross Hanna Thompson Erinn Smart | Italia Margherita Granbassi Ilaria Salvatori Giovanna Trillini Valentina Vezzali |
| Sciabola                        |                                                                         |                                                    |                                                                                  |
| Sciabola individuale (dettagli) | Mariel Zagunis                                                          | Sada Jacobson                                      | Rebecca Ward                                                                     |
| Sciabola a squadre (dettagli)   | Ucraina Ol'ha Charlan Olena Chomrova Halyna Pundyk Ol'ha Žovnir         | Cina Bao Yingying Huang Haiyang Ni Hong Tan Xue    | Stati Uniti Sada Jacobson Rebecca Ward Mariel Zagunis                            |

## Medagliere
| Posizione | Paese         |    |    |    | Totale |
| --------- | ------------- | -- | -- | -- | ------ |
| 1         | Francia       | 2  | 2  | 0  | 4      |
| 2         | Italia        | 2  | 0  | 5  | 7      |
| 3         | Germania      | 2  | 0  | 0  | 2      |
| 4         | Stati Uniti   | 1  | 3  | 2  | 6      |
| 5         | Cina          | 1  | 1  | 0  | 2      |
| 6         | Ucraina       | 1  | 0  | 0  | 1      |
| 6         | Russia        | 1  | 0  | 0  | 1      |
| 8         | Romania       | 0  | 1  | 1  | 2      |
| 9         | Corea del Sud | 0  | 1  | 0  | 1      |
| 9         | Giappone      | 0  | 1  | 0  | 1      |
| 9         | Polonia       | 0  | 1  | 0  | 1      |
| 12        | Spagna        | 0  | 0  | 1  | 1      |
| 12        | Ungheria      | 0  | 0  | 1  | 1      |
| Totale    | Totale        | 10 | 10 | 10 | 30     |